# Metagryne albireticulata
Metagryne albireticulata is een hooiwagen uit de familie Cosmetidae.